# Antonio Angelillo
Antonio Valentín Angelillo (5. září 1937 Buenos Aires, Argentina – 5. leden 2018 Siena, Itálie) byl argentinsko italský fotbalový útočník i trenér.

## Kariéra

### Hráčská

#### Klubová
V roce 1955 odešel do Racingu, kde hrál jeden rok a poté jej koupil Boca Juniors necelé dva roky. Díky vítězství na MJA 1957 se dostal do povědomí evropských klubů. Nakonec ho získal italský Inter. V první sezoně vstřelil 16 branek a v sezoně 1958/59 se stal s 33 brankami nejlepším střelcem ligy, čímž vytvořil rekord (pro 18 týmu) a celkem s 38 góly také vyrovnal sezónní rekord vstřelených gólů s dresu Nerazzurri (do té doby výsadou pouze Meazzy). V klubu zůstal čtyři sezony ve kterých vstřelil 77 branek a nebýt špatného vztahu s trenérem Herrerou, zůstal by déle.
Byl tak prodán do Říma, kde hned vyhrál |Veletržní pohár, který se dohrával již v nové sezoně. V klubu hrál většinou v roli záložníka, ale i tak odehrál za čtyři sezony 106 ligových utkání ve kterých vstřelil 27 branek. Do sbírky vítězství ještě získal domácí pohár (1963/64).
V létě 1965 se rozhodl odejít do Milána. Zde odehrál průměrnou sezónu (11 zápasů a 1 gól), také proto, že ho fanoušci Rossoneri neměli rádi kvůli hraní v Interu. Po jedné odehrané sezoně odešel k nováčkovi v lize Lecca. Jenže ve 22 zápasech dal jediný gól a tým sestoupil do Serie B.
V létě 1967 byl jednou nohou již v Neapoli, jenže v jednou přípravným zápase se zranil a dohoda byla zrušena. Nakonec dostal angažmá opět v Miláně, kde hledali zkušeného útočníka, který hraje jen v případě nouze. I když odehrál pouhé 3 zápasy, kde dokázal vstřelit 1 gól, slavil s klubem vítězství v lize a také Pohár  PVP (1967/68). Následující rok hrál v druholigovém Janově. Hráčskou kariéru ukončil v roce 1971 v malém klubu Angelana, kde zastával dvojí roli hráče a trenéra.

#### Reprezentační
První utkání za Argentinu odehrál 15. srpna 1956 proti Paraguayi (1:0). Byl na MJA 1957 (Copa América), kde vstřelil 8 branek a slavil vítězství na turnaji. Odehrál celkem 11 utkání a vstřelil 11 branek.
Po přestupu do Itálie se dostal do národního týmu Itálie, kde roce 1960 byl povolán na utkání proti Rakousku (1:2). Jedinou branku vstřelil ve druhém a také posledním utkání proti Izraeli (6:0). 

## Statistiky v Itálii
| Sezóna          | Klub            | Liga            | Liga   | Liga | Ligové poháry | Ligové poháry | Ligové poháry | Kontinentální poháry | Kontinentální poháry | Kontinentální poháry | Celkem | Celkem |
| Sezóna          | Klub            | Soutěž          | Zápasy | Góly | Soutěž        | Zápasy        | Góly          | Soutěž               | Zápasy               | Góly                 | Zápasy | Góly   |
| --------------- | --------------- | --------------- | ------ | ---- | ------------- | ------------- | ------------- | -------------------- | -------------------- | -------------------- | ------ | ------ |
| 1957/58         | Inter           | Serie A         | 34     | 16   | -             | 0             | 0             | -                    | 0                    | 0                    | 34     | 16     |
| 1958/59         | Inter           | Serie A         | 33     | 33   | IP            | 4             | 3             | Vel.P                | 3                    | 2                    | 40     | 38     |
| 1959/60         | Inter           | Serie A         | 31     | 11   | IP            | 2             | 1             | -                    | 0                    | 0                    | 33     | 12     |
| 1960/61         | Inter           | Serie A         | 15     | 8    | IP            | 2             | 1             | Vel.P                | 3                    | 2                    | 20     | 11     |
| Celkem za Inter | Celkem za Inter | Celkem za Inter | 113    | 68   | -             | 8             | 5             | -                    | 6                    | 4                    | 127    | 77     |
| 1961            | Řím             | Serie A         | 0      | 0    | -             | 0             | 0             | Vel.P                | 2                    | 0                    | 2      | 0      |
| 1961/62         | Řím             | Serie A         | 24     | 10   | IP            | 2             | 0             | Vel.P                | 2                    | 0                    | 28     | 10     |
| 1962/63         | Řím             | Serie A         | 31     | 6    | IP            | 2             | 0             | Vel.P                | 8                    | 3                    | 41     | 9      |
| 1963/64         | Řím             | Serie A         | 33     | 4    | IP            | 4             | 0             | Vel.P                | 6                    | 0                    | 43     | 4      |
| 1964/65         | Řím             | Serie A         | 18     | 7    | IP            | 0             | 0             | Vel.P                | 6                    | 1                    | 24     | 8      |
| Celkem za Řím   | Celkem za Řím   | Celkem za Řím   | 106    | 27   | -             | 8             | 0             | -                    | 22                   | 4                    | 146    | 31     |
| 1965/66         | Milán           | Serie A         | 11     | 1    | IP            | 1             | 0             | Vel.P                | 9                    | 2                    | 21     | 3      |
| 1966/67         | Lecco           | Serie A         | 22     | 1    | IP            | 3             | 0             | -                    | 0                    | 0                    | 25     | 1      |
| 1967/68         | Milán           | Serie A         | 3      | 1    | IP            | 6             | 0             | PVP                  | 0                    | 0                    | 9      | 1      |
| Celkem za Milán | Celkem za Milán | Celkem za Milán | 14     | 2    | -             | 7             | 0             | -                    | 9                    | 2                    | 30     | 4      |
| 1968/69         | Janov           | Serie B         | 22     | 5    | IP            | 2             | 0             | -                    | 0                    | 0                    | 24     | 5      |
| Celkově         | Celkově         | Celkově         | 284    | 106  | -             | 28            | 5             | -                    | 37                   | 10                   | 351    | 121    |

## Úspěchy

### Hráčské

#### Klubové

##### Národní
- vítěz italské ligy (1x)

Milán: 1967/68
- vítěz italského poháru (1x)

Řím: 1963/64

##### Kontinentální
- vítěz veletržního poháru (1x)

Řím: 1960/61
- vítěz veletržního poháru (1x)

Milán: 1967/68

#### Reprezentační
- 1× na CA (1957 – zlato)

### Individuální
- 1x nejlepší střelec 1. italské ligy (1958/59 – 33 branek)

### Trenérské

#### Klubové

##### Národní
- vítěz marocké ligy (1x)

ASFAR Rabat: 1988/89